# Токійський Джо
«Токійський Джо» (англ. Tokyo Joe) — американський трилер режисера Стюарта Гейслера 1949 року.

## Сюжет
У надії налагодити колишнє життя після Другої світової війни, полковник Джо Баррет повертається в Токіо, тут у довоєнний час Баррет керував кабаре «Токійський Джо» і був одружений з російською емігранткою Тріною. Будучи повністю впевненим у її загибелі, Джо раптово дізнається, що насправді Тріні жива, і більше того — у шлюбі з американським дипломатом. Маючи намір повернути Тріну до себе, він виявляється міцно втягнутий в шантаж і змову.

## У ролях
- Гамфрі Богарт — Джозеф «Джо» Барретт
- Александер Нокс — Марк Лендіс
- Флоранс Марлі — Тріна Лендіс
- Сессю Хаякава — барон Кімура
- Джером Куртленд — Денні
- Гордон Джонс — Айдахо
- Теру Сімада — Іто
- Хідео Морі — Канда
- Чарльз Мередіт — генерал Іретон
- Різ Вільямс — полковник Дальгрен